# اچامپودور
اچامپودور (به انگلیسی: Achampudur) در هند است که در تامیل نادو واقع شده‌است.
متاسفانه منابع کافی در دسترس نیست! 

## خصوصیات
اچامپودور ۱۲٬۴۰۷ نفر جمعیت دارد.